# Rio Boteni
O Rio Boteni é um rio da Romênia afluente do Rio Mureş, localizado no distrito de Harghita.